# Partecipanti al Tour of Taihu Lake 2023
Elenco dei partecipanti al Tour of Taihu Lake 2023.
Il Tour of Taihu Lake 2023 è stato l'undicesima edizione della corsa. Alla competizione presero parte 20 squadre: 6 con licenza UCI ProTeam, 12 UCI Continental Team e 2 selezioni nazionali.
Partenza con 117 ciclisti accreditati.

## Corridori per squadra
Nota: R ritirato, NP non partito, FT fuori tempo, SQ squalificato
| Selezione cinese                   | Selezione cinese                   | Selezione cinese                   | China Glory–Mentech Cont. CT      | China Glory–Mentech Cont. CT      | China Glory–Mentech Cont. CT      | Bolton Equities Black Spoke | Bolton Equities Black Spoke | Bolton Equities Black Spoke |
| ---------------------------------- | ---------------------------------- | ---------------------------------- | --------------------------------- | --------------------------------- | --------------------------------- | --------------------------- | --------------------------- | --------------------------- |
| N°                                 | Ciclista                           | Clas.                              | N°                                | Ciclista                          | Clas.                             | N°                          | Ciclista                    | Clas.                       |
| 1                                  | Teng Geng                          | R 4ª                               | 11                                | Liu Jiankun                       | 85°                               | 21                          | Luke Mudgway                | 44°                         |
| 2                                  | Shen Yutao                         | 78°                                | 12                                | Lü Xianjing                       | NP3ª                              | 22                          | Matthew Bostock             | 5°                          |
| 3                                  | Ju Jinyang                         | R 4ª                               | 13                                | Willie Smit                       | 46°                               | 23                          | Bailey O'Donnell            | 59°                         |
| 4                                  | Lian Shuai                         | 100°                               | 14                                | James Piccoli                     | NP3ª                              | 24                          | Mitchel Fitzsimons          | 86°                         |
| 5                                  | Hu Haijie                          | 29°                                | 15                                | Julien Trarieux                   | 32°                               | 25                          | George Jackson              | 1°                          |
| 6                                  | Sun Changsheng                     | 69°                                | 16                                | Lucas De Rossi                    | 10°                               | 26                          | Ethan Batt                  | 91°                         |
| Burgos-BH                          | Burgos-BH                          | Burgos-BH                          | Green Project-BardianiCSF-Faizanè | Green Project-BardianiCSF-Faizanè | Green Project-BardianiCSF-Faizanè | Lotto Dstny                 | Lotto Dstny                 | Lotto Dstny                 |
| N°                                 | Ciclista                           | Clas.                              | N°                                | Ciclista                          | Clas.                             | N°                          | Ciclista                    | Clas.                       |
| 31                                 | Miguel Fernández                   | 19°                                | 41                                | Matteo Scalco                     | 76°                               | 51                          | Johannes Adamietz           | 52°                         |
| 32                                 | Ángel Fuentes                      | 13°                                | 42                                | Luca Paletti                      | 72°                               | 52                          | Michael Schwarzmann         | 14°                         |
| 33                                 | Rodrigo Álvarez                    | 81°                                | 43                                | Davide Gabburo                    | 38°                               | 53                          | Liam Slock                  | 12°                         |
| 34                                 | Sebastián Mora                     | 33°                                | 44                                | Lorenzo Conforti                  | 8°                                | 54                          | Jarne Van de Paar           | 3°                          |
| 35                                 | Óscar Pelegrí                      | 45°                                | 45                                | Manuele Tarozzi                   | 89°                               | 55                          | Milan Paulus                | 31°                         |
| 36                                 | Felipe Orts                        | 17°                                | 46                                | Enrico Zanoncello                 | 2°                                | 56                          | Cameron Rogers              | 87°                         |
| Corratec Selle Italia              | Corratec Selle Italia              | Corratec Selle Italia              | Team Novo Nordisk                 | Team Novo Nordisk                 | Team Novo Nordisk                 | Abloc CT                    | Abloc CT                    | Abloc CT                    |
| N°                                 | Ciclista                           | Clas.                              | N°                                | Ciclista                          | Clas.                             | N°                          | Ciclista                    | Clas.                       |
| 61                                 | Alessandro Iacchi                  | 63°                                | 71                                | Lucas Dauge                       | 64°                               | 81                          | Jelle Johannink             | 58°                         |
| 62                                 | Attilio Viviani                    | 18°                                | 72                                | Gerd de Keijzer                   | 68°                               | 82                          | Mārtiņš Pluto               | 36°                         |
| 63                                 | Samuele Zambelli                   | 61°                                | 73                                | Joonas Henttala                   | 74°                               | 83                          | Nils Sinschek               | 60°                         |
| 64                                 | Giulio Masotto                     | 90°                                | 74                                | Declan Irvine                     | 26°                               | 84                          | Luke Verburg                | NP2ª                        |
| 65                                 | Alexander Konychev                 | 28°                                | 75                                | Umberto Poli                      | 41°                               | 85                          | Stijn Appel                 | 70°                         |
| 66                                 | Nicolas Dalla Valle                | 22°                                | 76                                | Quinten De Graeve                 | 56°                               | 86                          | Jesper Rasch                | 7°                          |
| Bodywrap LTwoo                     | Bodywrap LTwoo                     | Bodywrap LTwoo                     | Li Ning Star                      | Li Ning Star                      | Li Ning Star                      | Nusantara Cycling Team      | Nusantara Cycling Team      | Nusantara Cycling Team      |
| N°                                 | Ciclista                           | Clas.                              | N°                                | Ciclista                          | Clas.                             | N°                          | Ciclista                    | Clas.                       |
| 91                                 | Wang Kuicheng                      | 55°                                | 101                               | Zhi Hui Jiang                     | 21°                               | 111                         | Muhammad Ridwan             | 106°                        |
| 92                                 | Niu Gaoshang                       | 39°                                | 102                               | Alexei Shnyrko                    | 80°                               | 112                         | Imam Arifin                 | 94°                         |
| 93                                 | Liu Mingzhe                        | 97°                                | 103                               | Li Luhao                          | 57°                               | 113                         | Nur Prasetyo Firdaus        | 71°                         |
| 94                                 | Fu Zhèngháo                        | 99°                                | 104                               | Vasili Byaliauski                 | 96°                               | 114                         | Abdul Gani                  | 27°                         |
| 95                                 | Ma Hongao                          | 54°                                | 105                               | Bai Lijun                         | 75°                               | 115                         | Óscar Pachón                | 42°                         |
| 96                                 | Wang Mengjie                       | 104°                               | 106                               | Periklis Ilias                    | 77°                               |                             |                             |                             |
| St George Continental Cycling Team | St George Continental Cycling Team | St George Continental Cycling Team | Tianyoude Hotel Cycling Team      | Tianyoude Hotel Cycling Team      | Tianyoude Hotel Cycling Team      | Roojai Online Insurance     | Roojai Online Insurance     | Roojai Online Insurance     |
| N°                                 | Ciclista                           | Clas.                              | N°                                | Ciclista                          | Clas.                             | N°                          | Ciclista                    | Clas.                       |
| 121                                | William Cooper                     | 84°                                | 131                               | Jiancai Wang                      | R 4ª                              | 141                         | Teg. Batsaikhan             | 48°                         |
| 122                                | Riley Fleming                      | 95°                                | 132                               | Li Zisen                          | 40°                               | 142                         | Lucas Carstensen            | 6°                          |
| 123                                | Matthew Rice                       | R 4ª                               | 133                               | Jonathan Monsalve                 | 82°                               | 143                         | Muhammad Kueji              | SQ3ª                        |
| 124                                | Dylan Sunderland                   | 15°                                | 134                               | Guo Shourong                      | 105°                              | 144                         | Arttasorn Pansaard          | 35°                         |
| 125                                | Connor Sens                        | 83°                                | 135                               | Yeisson Quetama                   | FT1ª                              | 145                         | Polychrónis Tzortzákis      | 9°                          |
| 126                                | Jackson Medway                     | 66°                                | 136                               | Hu Li                             | R 2ª                              | 146                         | Konstantin Fast             | 98°                         |